# Adolphe Adam
Adolphe Adam, teljes nevén:Adolphe-Charles Adam (Párizs, 1803. július 24. – Párizs, 1856. május 3.) francia romantikus zeneszerző.

## Élete
Apja, Johann Ludwig Adam, ismertebb nevén Jean-Louis Adam (1758–1848) elzászi zongoraművész és zeneszerző volt, a Párizsi Konzervatórium zongoratanszakának professzora. Rossz tanuló, „nehéz gyerek” volt, aki a Boïeldieu-nél, a konzervatóriumban folytatott tanulmányai mellett esténként zenekarban játszott és számos sanzont írt.
Korán megmutatkozó tehetsége elismeréséül már 1825-ben megkapta a Római Díjat. Akárcsak mestere, Boïeldieu 1839-ben Szentpétervárra ment az orosz cár meghívására, azonban nem fogadta el mestere neki felajánlott pozícióját.
1844-ben az Institut de France-hoz tartozó Francia Szépművészeti Akadémia tagjává választották.
1847-ben vitába keveredett a Théâtre National de l'Opéra-Comique vezetésével, és részt vett a Théâtre National megalapításában. A vállalkozás anyagi gondok miatt már 1848-ban kénytelen volt becsukni kapuit. Hogy jövedelemhez jusson, Adam ekkoriban kezdett el cikkeket írni, majd apja utódja lett a konzervatórium zongoratanszakán.
Adósságaitól csak 1853-ra tudott megszabadulni. Utolsó műve, a Les Pantins de Violette című operett megírását követő néhány napon belül meghalt.

## Művei
Műveinek nagy része nem állta ki az idő próbáját, így számos sanzonja és zongoradarabja sem. Igazi jelentősége a színpadi zene alkotásában nyilvánult meg. Operái közül főleg A longjumeau-i postakocsis, balettjei közül pedig a korszakalkotó Giselle, az ún. ballet fantastique, amelyben a táncosok először álltak lábujjhegyre spicc-cipőben, ma is ismert és népszerű.

### Főbb művei
- Balettjei :

La Chatte blanche (1830)
Faust (1833)
La Fille du Danube (1836)
Les Mohicans (1837)
L'Écumeur des mers (1840)
Les Hamadryades (1840)
Giselle ou les Willis (1841)
La jolie Fille de Gand (1842)
Le Diable à quatre (1843)
La Fille de marbre (1845)
Griseldis ou Les Cinq Sens (1848)
Le Filleule des fées (1849)
Orfa (1852)
Le Corsaire (1856)
- Operái :

Le Mal du pays ou La Bâtelière de Brientz (1827)
Le Jeune Propriétaire et le vieux fermier (1829)
Pierre et Catherine (1829)
Danilowa (1830)
Les Trois Catherine (1830)
Trois Jours en une heure (1830)
Joséphine ou Le Retour de Wagram (1830)
Le Morceau d'ensemble (1831)
Le Grand Prix ou Le Voyage à frais communs (1831)
Casimir ou Le Premier Tête-à-tête (1831)
His First Campaign (1832)
The Dark Diamond (1832)
Le Proscrit ou Le Tribunal (1833)
Une Bonne Fortune (1834)
Le Chalet (1834)
La Marquise (1835)
Micheline ou L'Heure de l'esprit (1835)
Le Postillon de Longjumeau (1836)
Le Fidèle Berger (1838)
Le Brasseur de Preston (1838)
Régine ou Les Deux Nuits (1839)
La Reine d'un jour (1839)
La Rose de Péronne (1840)
La Main de fer ou Un mariage secret (1841)
Le Roi d'Yvetôt (1842)
Lambert Simnel (1843)
Cagliostro (1844)
Richard en Palestine (1844)
La Bouquetière (1847)
Les Premiers Pas ou Les Deux Génies ou Les Mémoires de la blanchisseuse (1847)
Le Toréador ou L'Accord parfait (1849)
Le Fanal (1849)
Giralda ou La Nouvelle Psyché (1850)
Le Farfadet (1852)
La Poupée de Nuremberg (1852)
Si j'étais roi (1852)
Le Sourd ou L'Auberge pleine (1853)
Le Roi des halles (1853)
Le Bijou perdu (1853)
Le Muletier de Tolède (1854)
À Clichy, épisode de la vie d'un artiste (1854)
Mam'zelle Geneviève (1856)
Falstaff (1856)
Les Pantins de Violette (1856)